# Више од раја (2. сезона)
Друга сезона британске полицијске крими-драмедије Више од раја емитована је од 24. децембра 2023. до 26. априла 2024. године на каналу BBC One.

## Опис
Главна постава се у овој сезони није мењала.

## Улоге

### Главне
- Крис Маршал као ДИ Хамфри Гудмен
- Сали Бретон као Марта Лојд
- Зара Амади као ДН Естер Вилијамс
- Дилан Луелин као ПП Келби Хартфорд
- Фелисити Монтагју као Марго Мартинс
- Барбара Флин као Ен Лојд

### Епизодне
- Мелина Синадину као Зои Вилијамс (епизоде 1, 3−7)

## Епизоде
| Бр. еп. (укупно) | Бр. еп. (у сезони) | Наслов        | Редитељ      | Сценариста                                         | Премијера          | Гледаност у Британији (милиони) |
| --- | ------------------ | ------------- | ------------ | -------------------------------------------------- | ------------------ | ------------------------------- |
| 7 | 1                  | "Епизода 2.1" | Сенди Џонсон | Тони Џордан                                        | 24. децембар 2023. | 6,20                            |
| Под претњом затварања полицијске станице Хамфри и Естер су под притиском да реше четири провале у којима ништа није одузето. Међутим, мала гомила пепела је остала на сваком попришту. Приликом једне провале на поду је пронађена златна наруквица. Келби, тражећи везу између места злочина, открива да је свако имање опљачкано недељу дана пре Божића пре 50 година. Осумњичени је потом саслушан и пуштен због недостатка доказа. Келби такође брине о малом дечаку који је ухваћен у крађи у продавници одбијајући да каже своје име. Док чека службеницу за социјални рад, Марта је почела да се занима за њега. Дечак не жели да иде кући јер му је мајка узела мобилни телефон којим је разговарао са дедом од којег се мајка отуђила када јој је муж умро. Све нити се спајају и Хамфри је примио божићно весеље од главне надзорнице Чарли Вудс. |                    |               |              |                                                    |                    |                                 |
| 8 | 2                  | "Епизода 2.2" | Клер Тејлор  | Тони Џордан                                        | 22. март 2024.     | 6,16                            |
| Хамфри и Естер замењују играче на проби тајанствене пробе убиства на железници за Шиптон Абот у организацији Марго. Када је воз успорио да уђе у тунел, глумац који је играо жртву пронађен је убијен. Убоден је ножем у леђа, али на лицу места нема крви. Жртва се недавно преселила у Шиптон Абот пошто је наследила кућу, али Хамфри и Естер у почетку нису пронашли податке о његовом прошлом животу. Једини осумњичени су остала четири играча, од којих је једна удата за машиновођу. Хамфријева предност је да открије ко је жртва и да ли је имао икакве везе са осумњиченима пре него што надзорница Вудс премести истрагу у централни центар Девонске полиције. У међувремену, Марта је забринута због тога што њена мајка сурфује на мрежи и са ким ће се срести. |                    |               |              |                                                    |                    |                                 |
| 9 | 3                  | "Епизода 2.3" | Клер Тејлор  | Кет Роуз-Мартин                                    | 29. март 2024.     | 5,65                            |
| Марта и њена стара другарица из школе Бел Хамонд, чији је деда недавно умро, посећују медијум Клер Мос. Мосова прима поруке од Хамондиног деде са упозорењима која касније постају истинита. Хамфри и Естер истражују, при чему је он отворен, а она скептична. Када је Хамондова нападнута и опљачкана, Хамфри схвата шта се дешава и зашто када му је жртва показала слике украдених предмета. Марта и Хамфри пролазе кроз разговоре са службеницом за социјални рад Хане Овен о томе да постану хранитељи. Мартина мајка Ен има још један интернет састанак, овог пута са Ричардом. Естерина скептичност је стављена на пробу. |                    |               |              |                                                    |                    |                                 |
| 10 | 4                  | "Епизода 2.4" | Сенди Џонсон | Синопсис: Ребека Војчековски Сценарио: Тони Џордан | 5. април 2024.     | 5,22                            |
| Удовица Мејси Морган, која има неизлечиву болест, нестаје из рибарског чамца на ком су посада била њена три посинка, остављајући само свој шал везан за ограду прамца и ципеле на палуби са самоубилачком поруком. Мејсин брат Џејми једном је био ожењен Марго. Мејсини отисци прстију на прамчаној шини изазивају Хамфријеве сумње, а њени отисци прстију на бочним шинама у почетку упућују на самоубиство. Мејсина опорука, по којој је оставила све њеној отуђеној ћерки из претходног брака и својима три пасторка, подједнако изазива неслагање међу породицом. Лучка камера потврђује Хамфријеву теорију о отисцима прстију. Хамфри и Марта имају други разговор на броду са службеницом за социјални рад Ханом Овен, што доводи до великих промена за Мартину мајку Ен и просидбе. Ен има други састанак са Ричардом и позива га после оброка у своју кућу на ноћну чашицу. |                    |               |              |                                                    |                    |                                 |
| 11 | 5                  | "Епизода 2.5" | Сенди Џонсон | Ијан Џарвис                                        | 12. април 2024.    | 5,57                            |
| Хамфри и Естер истражују нестанак оца Мајкла, католичког свештеника, учитеља и кућног мајстора у ексклузивном интернату за дечаке. Откривају да се отац Мајкл чудно понашао последњих дана, нестајући у поноћ у Канон коуву, плажи познатој по легенди званој "Ђаво на стенама". Са истрагом су повезани проналажење новца на плажи и посата старом Харију који живи сам на својој фарми која гледа на увалу. Нестанак преко 10.000 фунти из школе доприноси загонетки. Отац Мајкл је пронађен скоро мртав у чамцу на мору, а његов мобилни телефон открива поруке Мери Тревелијан која је некада била библиотекарка у школи. Поруке су почеле девет месеци након њеног одласка. Последња погрешно написана порука која мами оца Мајкла на плажу даје Хамфрију одговор ко је ђаво на стенама. У кафани је била провала, а Марта зна кривца. Ен се гадно изненадила у уметничком атељеу пошто је одбила Ричардов позив. |                    |               |              |                                                    |                    |                                 |
| 12 | 6                  | "Епизода 2.6" | Стив Брет    | Клои Ми Лин Еварт                                  | 19. април 2024.    | 5,53                            |
| Ребека Томпсон проналази Ниам Кирби онесвешћену на отвореном, осим дрвета, са стрелом у задњем делу рамена. Хамфри и Естер истражују и Томпсонова је сигурна да никог није било у близини када је чула врисак жртве. Докази указују на Кирбиног зета Патрика који поседује стреличарски клуб и земљу на којој је пронађена Ниам Кирби коју жели да развије. Ребека Томсон је против тога. Једини други доказ који Хамфри има је део љуске јајета пронађен на месту догађаја и дрвена влакна из стреле. Случај је још мучнији јер жртва има рану деменцију и уверена је да је Патрик убио њеног мужа Луиса десет година пре тога, иако је полицијска истрага потврдила да ју је оставио како би отишао у Америку. Ен се баца у планирање Мартиног и Хамфријевог венчања, а Зои има тетоважу са којом се њена мајка Естер не слаже. |                    |               |              |                                                    |                    |                                 |
| 13 | 7                  | "Епизода 2.7" | Стив Брет    | Тони Џордан                                        | 24. април 2024.    | 5,51                            |
| С обзиром да се свадба ближи, Марта има сумње које је донела њена мајка Ен која је организовала све да то буде венчање на које би се њен покојни муж поносио. Током ноћи пре венчања, опљачкан је музеј Шиптон Абота, а кип вредан 75.000 фунти украден без активирања аларма. Келбија шаљу да истражи напад на старију даму од стране двојице мушкараца и запањен је када је главна надзорница Вудс дошла да види жртву − своју баку. Вудсова говори Келбију да ће полицијски центар истражити, али Марго убеђује Келбија, као првог полицајца на месту догађаја, да остане на случају. Хана Овен доводи младог Рајана да га привремено чувају Марта и Хамфри који не помињу да је дан њиховог венчања. Хамфри води Рајана у полицијску станицу и заједно са Естер прегледа доказе у вези са провалом да би открио зашто се аларм није укључио. Мартина мајка отказује све свадбене аранжмане, остављајући Марту и Хамфрија да се састану на плажи са Рајаном, Ен, Келбијем, Марго, Естер, Зои и Вудсовом ради невенчања. |                    |               |              |                                                    |                    |                                 |